# Diga di Terauchi
La diga di Terauchi (寺内ダム?, Terauchi damu) è una diga nella prefettura di Fukuoka, in Giappone.